# Цзычжоу
Цзычжо́у (кит. упр. 子洲, пиньинь Zǐzhōu) — уезд городского округа Юйлинь провинции Шэньси (КНР). Уезд назван в память о коммунисте Ли Цзычжоу, героически погибшем в 1929 году.

## История
В конце 1930-х годов эти земли перешли под контроль коммунистов, войдя в состав Шэньси-Ганьсу-Нинсяского советского района. В 1944 году на стыке уездов Суйдэ, Цинцзянь, Мичжи и Хэншань был создан уезд, названный в память о героически погибшем Ли Цзычжоу. После образования КНР в 1950 году был создан Специальный район Суйдэ (绥德专区), и уезд вошёл в его состав. В 1956 году Специальный район Суйдэ был присоединён к Специальному району Юйлинь (榆林专区). В 1958 году уезды Цинцзянь, Цзычжоу и Убу были присоединены к уезду Суйдэ, но в 1961 году были воссозданы в прежних границах. В 1968 году Специальный район Юйлинь был переименован в Округ Юйлинь (榆林地区).
В 1999 году постановлением Госсовета КНР были расформированы округ Юйлинь и городской уезд Юйлинь, и был образован городской округ Юйлинь.

## Административное деление
Уезд делится на 1 уличный комитет, 11 посёлков и 1 волость.